# Theater Brett
Das Theater Brett ist ein Theater in Wien (seit 1978 als Freie Gruppe, von 1984 bis 2018 mit eigenem Haus), das sich besonders um die Vernetzung der tschechischen und mitteleuropäischen mit der Wiener Theaterszene verdient gemacht hat, wofür es mit dem CENTROPE-Preis ausgezeichnet wurde. Über ein Drittel der bisher etwa 150 Produktionen des Theaters waren Ur- und Erstaufführungen, hauptsächlich von Stücken tschechischer und österreichischer Autoren.

## Geschichte

### Die ersten Jahre als freie Gruppe
1978 wurde in Wien der Verein Theater Brett – Compagnie Brettschneider als freie Theatergruppe durch die tschechoslowakische Schauspielerin Nika Brettschneider (1951–2018) und ihren Ehemann, den Theatermacher und Philosophen Ludvík Kavín (1943–2025), gegründet. Beide waren nach Unterzeichnung der Charta 77 aus der Tschechoslowakei ausgewiesen worden und hatten daraufhin in Österreich aufgrund einer diplomatischen Initiative von Bundeskanzler Bruno Kreisky politisches Asyl und in weiterer Folge auch die österreichische Staatsbürgerschaft erhalten. Die erste Produktion des Ensembles war Das Licht der Welt von Jiří Kolář. Bis 1983 wurden an wechselnden Spielstätten in Wien insgesamt 19 verschiedene Inszenierungen zur Aufführung gebracht, teils als Duo- oder Soloperformance der Theatergründer, teils mit größerer Besetzung. Zudem fanden Tourneen und Gastspiele in vielen Ländern Europas sowie den USA statt. 1982 wurde Co-Theaterleiterin Nika Brettschneider für ihre Arbeit mit dem Förderungspreis der Kainz-Medaille ausgezeichnet.

### Eröffnung des eigenen Hauses 1983
Ab 1983 wurde die ehemalige Möbelfabrik Ludwig in der Münzwardeingasse 2 in Wien-Mariahilf für Theaterzwecke adaptiert und am 24. Jänner 1984 unter dem Namen Theater Brett als fixe Spielstätte des Ensembles eröffnet, mit der Inszenierung Das Labyrinth der Welt und das Paradies des Herzens nach Jan Amos Comenius. Der Theatersaal fasst bei Standardbestuhlung 99 Besucher und kann sowohl als klassische Guckkastenbühne bespielt, wie auch, dank variabler Tribünen, in unterschiedlichsten Formen als Raumbühne genutzt werden.
Seit Eröffnung des eigenen Theaters wurden dort durchschnittlich vier bis fünf Produktionen im Jahr herausgebracht, die üblicherweise en suite gespielt wurden. Weiterhin fanden darüber hinaus Gastspiele und Tourneen im In- und Ausland statt. Für die Regie waren oft die Intendanten Brettschneider oder Kavin persönlich zuständig, ab 1995 kam als dritter Hausregisseur Christoph Prückner hinzu. Darüber hinaus arbeitete man regelmäßig mit Gastregisseuren vor allem aus Tschechien, der Slowakei und anderen mittel- und osteuropäischen Ländern, aber auch aus Österreich zusammen – darunter Arnošt Goldflam, Jaroslav Gillar, Petr Štindl, Vladimír Kelbl, Jiří Honzírek (alle Tschechien),
Martin Porubjak (Slowakei), Milan Vukotic (Serbien), Barbara Novakovic (Slowenien), András Léner (Ungarn), Kitty Kino, Peter Hochegger, Lies Kató, Christine Wipplinger, Angelica Schütz (alle Österreich).

### Die Situation seit der Theaterreform 1994/95
Von einer Theaterreform 1994/95 unter Kulturstadträtin Ursula Pasterk, die unter anderem beinhaltete, einer Reihe von Wiener Theatern die Subventionen zu streichen, war auch das Theater Brett betroffen. Im Unterschied zu den meisten anderen dieser Bühnen überstand das Brett die folgenden Jahre des finanziellen Engpasses, ohne schließen zu müssen, vor allem dadurch, dass in dieser Zeit der Spielplan fast ausschließlich mit Monodramen bestritten wurde (darunter die österreichische Erstaufführung von Thomas Brussigs Helden wie wir). Nach Amtsantritt von Pasterks Nachfolger im Kulturamt Peter Marboe erhielt das Theater Brett erneut Subventionen und konnte zu einem breiter gefächerten Repertoire mit größerem Ensemble zurückkehren.
Eine weitere Wiener Theaterreform gab es ab 2003 unter Andreas Mailath-Pokorny. Erneut wurden dem Theater Brett die finanziellen Zuwendungen radikal gekürzt. Dennoch hielt das Theater den Spielbetrieb weiterhin aufrecht, wenn auch teils mit reduzierten Mitteln (kleinere Ensembles oder Zweipersonenstücke), außerdem wurde das Haus vermehrt für Gastproduktionen anderer Ensembles geöffnet.

### Die letzten Jahre bis zur Schließung des Hauses
Eine zwischenzeitliche, auf zwei Jahre beschränkte Subventionserhöhung 2014 und 2015 ermöglichte noch einmal die Verwirklichung eines kleinen Zyklus von Ur- und Erstaufführungen von vier Stücken aus den vier Visegrád-Ländern: 2014 aus Tschechien Tanzstunden für Ältere und Fortgeschrittene von Bohumil Hrabal, österreichische Erstaufführung, Regie: Ivo Krobot, und aus Ungarn Das Schicksal der Anderen von Krisztián Grecsó, Uraufführung, Regie: András Léner. 2015 dann aus Polen Die Gebärmutter von Maria Wojtyszko, österreichische Erstaufführung, Regie: Christoph Prückner, und aus der Slowakei Bahnsteig von Miloš Karásek, deutschsprachige Erstaufführung, Regie: Jiří Honzírek.
Nachdem diese Subvention ausgelaufen und nicht verlängert worden war, musste erneut der Sparstift angesetzt werden. Die letzte Eigenproduktion am Theater Brett unter Mitwirkung von Nika Brettschneider als Schauspielerin war Ende 2015 das Monodrama Frau an der Front von Alaine Polcz (Regie: András Léner), die letzte Eigenproduktion überhaupt in der Münzwardeingasse war 2017 Hinter der Tür von Magda Szabó (Regie: wieder András Léner).
Die Gründerin und Co-Leiterin des Theater Brett Nika Brettschneider verstarb nach schwerer Krankheit am 30. Juni 2018.
Mit Ende Dezember 2018 wurde das Theater Brett in der Münzwardeingasse geschlossen.

### Gegenwärtige Situation
Seit Januar 2019 werden die Theaterräumlichkeiten von Jakub Kavín, dem älteren Sohn von Nika Brettschneider und Ludvík Kavín, unter dem Namen Theater Arche weiter bespielt.
Das Theater Brett selber, verkörpert durch Ludvík Kavín und den jüngeren Sohn des Ehepaares, Lukas Kavín, ist weiterhin als Freie Gruppe aktiv.

## Mitteleuropäisches Theaterkarussell
Seit 2005 war das Theater Brett einmal jährlich Veranstalter des Mitteleuropäischen Theaterkarussells, eines Festivals, das aktuelle Theaterproduktionen (von großen Bühnen wie etwa dem Nationaltheater Prag, aber auch von bekannten freien Gruppen und einzelnen Performern) in erster Linie aus den vier Visegrád-Ländern Tschechien, Slowakei, Polen und Ungarn, darüber hinaus auch aus Ländern wie Russland oder der Ukraine nach Wien holte. Zusätzlich wurden internationale Theaterworkshops angeboten.
2013 wurden Nika Brettschneider und Ludvik Kavin für die Ausrichtung des Theaterkarussells von der Stadt Wien mit dem CENTROPE-Preis (für herausragende Leistungen im Bereich der grenzüberschreitenden Theaterzusammenarbeit in Mitteleuropa) ausgezeichnet. 2017 konnte das Festival erstmals mangels finanzieller Mittel nicht mehr ausgetragen werden.

## Stil und Dramaturgie
Im Allgemeinen lässt sich der künstlerische Stil der Inszenierungen des Theater Brett als poetisch-realistisch bezeichnen. Besonderer Wert wird oft auf körperbetonte, bildhafte Darstellungsformen gelegt, gelegentlich, besonders in den Anfangsjahren des Theaters, mit Elementen aus Bewegungstheater, Pantomime, Maskenspiel oder Performance angereichert. Aber auch klassisches Sprechtheater findet genauso seinen Platz. Darüber hinaus wird oft mit den Mitteln des Armen Theaters (sowohl aus künstlerischen wie auch aus finanziellen Gründen) gearbeitet.
Die dramaturgische Ausrichtung des Theater Brett ist breit gefächert. Einer der Schwerpunkte liegt in der Auseinandersetzung mit Autorinnen und Autoren aus Ost- und Mitteleuropa, von denen einige erstmals im deutschsprachigen Raum bzw. in Österreich vorgestellt wurden, wie etwa Václav Havel, Jiří Kolář, Jaroslav Seifert, Milan Uhde, Bohumil Hrabal, Ladislav Klíma, Pavel Kohout, Karel Hynek Mácha oder Arnošt Goldflam aus Tschechien, Slavomir Mrozek oder Maria Wojtyszko aus Polen, Magda Szabó oder Krisztián Grecsó aus Ungarn, Fjodor M. Dostojewskij, Anton Tschechow oder Daniil Charms aus Russland, Drago Jančar aus Slowenien, Miro Gavran aus Kroatien oder Miloš Karásek aus der Slowakei.
Besonderer Wert wird aber ebenfalls auf österreichische Autoren gelegt, auch diese oftmals als Ur- oder Erstaufführung – gespielt wurden und werden unter anderem Friederike Mayröcker, Ernst Jandl, Peter Handke, Felix Mitterer, Gabriele Kögl, Herbert Berger, Armin Baumgartner, Werner Schwab, Jura Soyfer, Ingeborg Bachmann, Arthur Schnitzler oder Ferdinand Raimund.
Ein gezielter dramaturgischer Schwerpunkt befasste sich von 1996 bis 2002 mit deutschsprachigen Autoren aus Böhmen und Mähren – hierbei kamen zur Aufführung Werke von Paul Kornfeld, Gustav Meyrink, Leo Perutz, Marie von Ebner-Eschenbach, Christian Heinrich Spieß, Adalbert Stifter, Max Brod, Franz Kafka, Alexander Roda Roda und Hermann Ungar.
Eine Vorliebe hat man außerdem für Texte und Stücke aus dem Bereich des absurden und des surrealistischen Theaters, darunter auch einiges Unbekannte, etwa von
Wassilij Kandinsky, Alfred Jarry, Boris Vian, Jean Cocteau, Pablo Picasso, Guillaume Apollinaire, Romain Weingarten, Samuel Beckett und Eugène Ionesco.
Auf die Bühne des Theater Brett kamen bislang fast 150 Inszenierungen, darunter mindestens 33 Uraufführungen, 19 österreichische oder deutschsprachige Erstaufführungen, sowie 2 tschechischsprachige Erstaufführungen.